# Gruffudd Lewis
Pour les articles homonymes, voir Lewis.
Gruffudd Lewis, né le 11 novembre 1987 à Aberystwyth au Pays de Galles, est un coureur cycliste britannique.

## Palmarès

### Par année
- 2016
  - 2e de la Rutland-Melton International Cicle Classic
- 2018
  - Grand Prix de la Pharmacie Centrale
- 2019
  - 2e de l'Eddie Soens Memorial

### Classements mondiaux
| Année           | 2013 | 2014 | 2015 | 2016 | 2017 | 2018 |
| --------------- | ---- | ---- | ---- | ---- | ---- | ---- |
| UCI Africa Tour | 169e |      |      |      |      | 77e  |
| UCI Europe Tour |      |      |      | 874e |      |      |